# Władysław Orłowski (zm. 1863)
Władysław Orłowski (ur. 3 listopada 1832 r. w Warszawie, zm. 27 września 1863 pod Śleszynem) – major w powstaniu styczniowym.
Był kapitanem w armii rosyjskiej. W powstaniu walczył w oddziałach Taczanowskiego i Zielińskiego, był szefem sztabu naczelnika wojennego powiatu łęczyckiego, mianowany naczelnikiem wojennym powiatu gostynińskiego. Poległ w potyczce pod Śleszynem, gdzie został pochowany wraz ze swoim adiutantem Tadeuszem Górą (ur. 8 sierpnia 1844 r. w Kępnie). Mogiła powstańcza na cmentarzu Parafialnym pw. Św. Aleksandra w Śleszynie (pow.kutnowski).